# Travel Is Dangerous
A Travel Is Dangerous a Mogwai nyolcadik középlemeze, amelyet 2006. június 26-án adott ki a Play It Again Sam az Egyesült Királyságban.
A borítón Stuart Braithwaite és felesége, Grainne kutyája, Princess (herceg) látható. A Travel Is Dangerous egy a néhány daluk közül, amely nem teljesen instrumentális. A szám szerepel a Mr Beast stúdióalbumon. Egyesek szerint az alkotás a K–141 Kurszk tengeralattjáró 2000. augusztus 12-i, a Barents-tengerben történő elsüllyedéséről szól.

## Számlista
Az összes dal szerzője a Mogwai. 
| 1.    | Travel Is Dangerous                      | 4:03  |
| 2.    | Auto Rock (Errors-remix)                 | 4:05  |
| 3.    | Friend of the Night (Acid Casuals-remix) | 5:53  |
| 4.    | Like Herod (élő)                         | 12:30 |
| 5.    | We're No Here (élő)                      | 6:42  |
| 33:13 |                                          |       |

## Közreműködők

### Mogwai
- Stuart Braithwaite
- Dominic Aitchison
- Martin Bulloch
- Barry Burns
- John Cummings – keverés

### Gyártás
- Tony Doogan – producer

## Kiadások
| Régió              | Dátum            | Kiadó                                               | Formátum               | Katalógusazonosító      |
| ------------------ | ---------------- | --------------------------------------------------- | ---------------------- | ----------------------- |
| Egyesült Királyság | 2006. június 26. | Play It Again Sam                                   | promóciós kislemez, CD | PIASX066CDP, PIASX066CD |
| Európa             | 2006. június 26. | Rock Action Records Play It Again Sam Wall of Sound | 12”                    | PIASX066T               |
| Japán              | 2006. június 26. | Rock Action Records Play It Again Sam Wall of Sound | promóciós kislemez, CD | PIASX066CD              |

## Fordítás
Ez a szócikk részben vagy egészben  a   Travel Is Dangerous című angol Wikipédia-szócikk ezen változatának fordításán alapul.  Az eredeti cikk szerkesztőit annak laptörténete sorolja fel. Ez a jelzés csupán a megfogalmazás eredetét és a szerzői jogokat jelzi, nem szolgál a cikkben szereplő információk forrásmegjelöléseként.